# 韋伯斯特縣 (內布拉斯加州)
韋伯斯特縣（英語：Webster County）是美國內布拉斯加州南部的一個縣，南界堪薩斯州。面積1,489平方公里。根據美國2000年人口普查，共有人口4,061人。縣治雷德克勞德 (Red Cloud)。
成立於1867年2月16日，縣政府成立於1871年。本縣紀念曾兩任國務卿的丹尼爾·韋伯斯特（Daniel Webster）。